# Luciano Narsingh
Luciano Narsingh (Amszterdam, 1990. szeptember 13. –) holland válogatott labdarúgó, a ciprusi Néa Szalamína Ammohósztu középpályása.

## Pályafutása

### Klubcsapatokban
Luciano Amszterdamban született indiai és Suriname-i szülőktől. Labdarúgó karrierjét a A.V.V. Zeeburgia nevezetű csapatban kezdte két évvel idősebb bátyjával, Furdjellel egyetemben. Ezután az Ajax Akadémiájára kerültek. 2006-ban a Heerenveen utánpótlásában folytatta pályafutását és itt vált profi labdarúgóvá.
2008-ban 2013-ig szóló szerződést kötött a heerenveeniekkel.
A 2008–2009-es idényben egy Vitesse elleni 2–0-ra elveszített mérkőzésen mutatkozott be az első csapatban.

### Swansea City
2017. január 12-én a Swansea City szerződtette 4 millió fontért.

### A válogatottban
Utánpótlásszinten szerepelt az U18-as, U19-es és az U20-as holland válogatottban is. Jelenleg az U21-es nemzeti csapat tagja.
A felnőtt csapatban még nem mutatkozhatott be, viszont az Európa-bajnoki keretszűkítést követően Bert van Marwijk nevezte őt az Eb-re készülő 23 fős keretébe.